# Giorgio Gaber
Giorgio Gaber, nombre artístico de Giorgio Gaberscik (25 de enero de 1939, Milán – 1 de enero de 2003, Montemagno di Camaiore), fue un cantautor, actor y comediógrafo italiano.
Cariñosamente llamado "el Señor G" por sus seguidores, fue también un guitarrista de valía, entre los primeros intérpretes de rock and roll en italiano, entre 1958 y 1960.
Su actuaciones como autor y actor teatral son muy apreciadas. Junto con Sandro Luporini, inició el género del teatro cantante.
A Giorgio Gaber se le ha dedicado el reformado auditorio del piso 31 de la Torre Pirelli de Milán.

## Biografía

### Los inicios
Nace en Milán en la calle Londonio número 28 de una familia pequeño burguesa; los padres (madre veneciana e padre de Istria) se conocieron y casaron en Véneto. Después se mudaron a Lombardía buscando fortuna. El apellido Gaberscik proviene de la región del Goriška esloveno.
El padre, Guido es un empleado. La madre, Carla Mazzoran, es ama de casa. El hermano mayor, Marcello, sigue los estudios de geómetra y toca la guitarra. Giorgio enferma varias veces durante su infancia. Un incidente físico en el brazo izquierdo (que le causa una ligera parálisis en la mano), hacia los nueve años de edad le obligó a realizar una actividad constante para conseguir la reeducación motora; como el hermano mayor toca la guitarra, Giorgio también aprende a tocarla. La idea da buenos resultados, tanto desde el punto de vista médico como del artístico. Ya de adulto, Gaber dirá: "Toda mi carrera nace de esta enfermedad".
Los guitarristas a los que toma por modelo son los jazzistas americanos: Barney Kessel, Tal Farlow, Billy Bauer. Gaber a la edad adolescente todavía no piensa en cantar, es básicamente un instrumentista. Vive la música como un divertimento, como un pasatiempo, siendo su actividad principal la de estudiante. También busca aprender de los músicos italianos; en Milán puede oír en vivo a Franco Cerri, que aparece a menudo en la Taverna Messicana.
Su carrera como guitarrista comienza en el grupo de Ghigo Agosti «Ghigo e gli arrabbiati», formación que nace en el Hot Club de Milán; y aparece por primera vez en el festival jazz de 1954. Aún no se hace llamar “Gaber”: se presenta al público con su apellido auténtico, Gaberscik. Tras dos años de veladas, entre música ligera (para ganar algo de dinero) y jazz (por amor al arte) entra en los Rock Boys, el grupo de músicos de Adriano Celentano, en el que, al piano, toca Enzo Jannacci. En 1957 el grupo aparece en televisión en la transmisión combinada con la transmisión televisiva tradicional Lotteria Italia Voci e volti della fortuna (voces y caras de la fortuna).
En este periodo conoce a Luigi Tenco, mudándose de Milán a Génova. Con él forma su primer grupo compuesto de esta manera: Jannacci al piano, Tenco y Paolo Tomelleri al saxo, Gaber y Gianfranco Reverberi a la guitarra. Los Rocky Mountains Old Times Stompers (nombre completo del grupo) se exhiben en el conocido club milanés Santa Tecla. Gaber y Tenco componen juntos algunas canciones, construyendo paralelamente una intensa amistad. Entre 1957 y 1958 Gaber, Tengo, Jannacci, Tomelleri y Reverberi participan en una gira de Adriano Celentano en Alemania.
En 1958, a los 19 años de edad, Gaber se diploma como contable. En verano marcha a Génova donde pasa la estación estival tocando en los locales en un trío de bajo, guitarra y piano con Tenco. Experimenta por primera vez sus dotes de cantante. En otoño se matricula en la Universidad Bocconi de Milán, pagándose los estudios con el trabajo de guitarrista y cantante de los «Rocky Mountains» en el club Santa Tecla.
Nanni Ricordi, director artístico de la homónima casa discográfica se fija en él y lo invita a hacer una audición. Así Gaber comienza su carrera como solista, con la grabación para la recién nacida Dischi Ricordi, rama de la histórica casa discográfica de música ligera, de cuatro canciones, dos originales en italiano Ciao ti dirò (rock) y Da te era bello restar (lento) y dos éxitos americanos, Be-Bop-A-Lula y Love Me Forever. Sobre la etiqueta del 45 revoluciones por minuto se puede leer «Giorgio Gaber y su Rolling Crew». Por primera vez aparece su nombre artístico.
Firmada por Giorgio Calabrese e Gianfranco Reverberi Ciao ti dirò es una de las primeras canciones de rock italiano. Gaber no estaba acompañado por su grupo sino por músicos que ya estaban contrados por la casa Ricordi, entre los que estaban Franco Cerri a la guitarra y Gianni Basso al saxofón; ambos eran jazzistas. El primer disco dará a Gaber como fruto una aparición en televisión en el programa Il Musichiere dirigido por Mario Riva (1959).
En la primavera de 1959 Gaber participa junto a los nuevos artistas del momento, entre los que estaban Mina, Celentano y Little Tony – en una velada de rock en el Palacio de Hielo de Milán. Ese mismo año forma con Enzo Jannacci un dúo, I Due Corsari (Los Dos Corsarios), que debuta con el 45 rpm 24 ore/Ehi! Stella. Graban otros discos de 45 RPM, Una fetta di limone (Una rodaja de limón) (1960) es uno de sus mayores éxitos. Al término de 1959 Gaber se inscribe en la SIAE como melodista y autor de textos de canciones.

### El éxito
Tras los primeros discos de las 45 rpm, Gaber triunfa en 1960 con la canción lenta Non arrossire (No te ruborices). Ese mismo año graba su canción más conocida de las de ese periodo, La ballata del Cerutti con texto del escritor Umberto Simonetta. El año anterior conoció a Sandro Luporini, pintor natural de Viareggio, que llegará a ser el coautor de toda su producción musical y teatral más significativa. Entre las primeras canciones escritas conjuntamente están Così felice (tan feliz) y Barbera e champagne. Durante los años 60, la mayor parte de las canciones de mayor éxito las escribe Simonetta: Trani a gogó (1962), Goganga, Porta Romana (1963), que reportan a Gaber muchas apariciones televisivas.
A Gaber también le atrae la canción francesa: oye a los chansonniers (autores de sketches o canciones satíricas sobre la actualidad, a menudo de contenido político) de la Margen izquierda parisina, en que reconoce una consistencia cultural, un cuidado en los textos, que falta en la música ligera italiana. “Mi maestro fue Jacques Brel”. Gaber, al igual que Gino Paoli, Sergio Endrigo, Umberto Bindi, Enzo Jannacci y Luigi Tenco, busca un punto de equilibrio entre la influencia americana (rock y jazz) y la canción francesa. Lo encuentran todos ellos en la canción de autor italiana. Los primeros cantautores italianos nacen en este tiempo, y Gaber está entre ellos.
Tras una unión sentimental y artística con la cantante y actriz Maria Monti (habían escrito juntos Non arrossire), el 12 de abril de 1965 Gaber se casa con Ombretta Colli, por aquel entonces estudiante de lenguas orientales (ruso y chino) en la Universidad de Milán. El 12 de enero de 1966 nace su única hija, Dahlia Deborah, conocida como Dalia Gaberscik.
En los años 60 Gaber participa en cuatro ediciones del Festival de la Canción de San Remo:
- En 1961 con "Benzina e cerini"
- En 1964 presenta Così felice;
- En 1966 con uno de sus mayores éxitos, Mai, mai, mai (Valentina),
- En 1967 con ... E allora dài!; estas dos últimas canciones grabadas por la discográfica Ri-Fi, a la que se pasó tras abandonar la discográfica Ricordi para la que publicó en 1965 un álbum junto a Mina (titulado «Mina & Gaber: un'ora con loro»).

El verano de 1966 participa en el Festival de la Canción Napolitana, consiguiendo el segundo puesto con la canción de Alberto Testa y Giordano Bruno Martelli A Pizza, interpretada en pareja con Aurelio Fierro. Esta canción, junto a Ballata de' suonne, de la que escribe la música sobre una letra de Riccardo de Vita, representa la única incursión de Giorgio Gaber en la canción napolitana.
En 1967 participa en la cuarta edición del Festival delle Rose (organizado por la casa discográfica RCA Italiana a mediado de los años 60 con cuatro ediciones) con Suona chitarra, cantado a dúo con Pippo Franco. En esos años graba muchos programas Carosello, participa en numerosas transmisiones televisivas e idea y dirige sus transmisiones. Alterna las actividades de cantante y presentador y organizador de los programas. Gaber llega a ser una de las caras más populares de la televisión. No olvida a los Rocky Mountains, con los que toca en locales famosos y no tan famosos de Milán. Contribuye al lanzamiento del joven Franco Battiato.
En 1968 participa en la comedia musical western para la RAI: Non cantare, spara, con el Cuarteto Cetra, sustituyendo a Idaho Martin, llamado il Meticcio (el Mestizo), un trovero mulato que canta la "Ballata di Idaho Martin" e expone las entregas anteriores al inicio de cada una de las ocho. Ese año graba su último álbum con la discográfica Ri-Fi, L'asse di equilibrio (El eje del equilibrio), cambiándose a continuación a la casa discográfica Vedette. Graba enseguida una canción exitosa, Torpedo blu, a la que siguen Come è bella la città (ejemplo de incorporación de temáticas sociales en la canción y Il Riccardo (ambas en 1969) y Barbera e champagne (en 1970).
En la temporada 1969-70 Gaber y Mina dan una serie de recitales en los teatros de muchas ciudades italianas. Gaber aparece en la primera parte y Mina en la segunda. La gira se repite la temporada siguiente. En 1970 aparece el álbum Sexus et politica (realizado con Virgilio Savona del Cuarteto Cetra, a quien conoció durante la grabación de Non cantare, spara), en que Gaber interpreta canciones escritas sobre textos de autores latinos. En la cumbre de su popularidad, en 1970, presenta su último programa de variedades televisivo: E noi qui (Y nosotros aquí), del sábado por la noche. Después abandona la pequeña pantalla y comienza una nueva carrera sobre los escenarios.
En este tiempo nace una amistad con el cantautor Claudio Chieffo, profundamente católico. Gaber, no creyente, decía de él "Hace pensar".

### El nuevo itinerario artístico: el teatro cantante
[…] Los últimos años sesenta fueron un periodo extraordinario, cargados de tensiones, de deseos, más allá de los acontecimientos políticos y no políticos, que conocemos, y hacer televisión descalificaba. Me producía ciertas nauseas una cierta fórmula, me agobiaban las limitaciones de la censura, del lenguaje, de la expresividad, y entonces me dije, "de acuerdo, he hecho este trabajo y he triunfado, pero ahora a este éxito quisiera ponerle condiciones". Me pareció que la actividad teatral recuperara sentido a la luz de mi rechazo de un cierto narcisismo
G. Harari, «Giorgio Gaber», Rockstar, enero de 1993.

[…] Después me pregunté si éxito, popularidad y dinero que deribavan de aquello tenían que condicionar mi vida, lo que quería hacer. La respuesta creo que es clara: descubrí que el teatro congeniaba más conmigo, me divertía más, me permitía una expresión directa, sin mediar disco ni cámara de televisión interpuesta entre el artista y su público. Las ganancias era sin duda menores respecto a las que derivaban de la venta de discos, pero ganaba bastante como para no tener que elegir en qué campo quería jugar. […] Respecto al dinero pienso que si se llega a ganar una lira más de lo necesario para vivir discretamente uno ya es rico.
C. Pino (a cura di), «Da Goganga al Dio Bambino», en Amico treno, Baldini & Castoldi, 1997

El debut en el teatro se remonta a 1959, en el Teatro Girolamo con su entonces novia Maria Monti. La representación tenía por título Il Giorgio e la Maria (Giorgio y Maria). Maria Monti recitaba monólogos sobre Milán. Gaber intervenía entre los monólogos con sus canciones. En 1960 Gaber graba un 45 rpm con Dario Fo: Mi amigo Aldo, en que el primero canta el segundo recita. Gaber conoce el teatro de Fo y se apasiona por él.
En 1970 es el año del cambio: Gaber renuncia a su enorme éxito televisivo y lleva la canción al teatro, creando el género del teatro cantante. Se sentía "enjaulado" como cantante y presentador televisivo, obligado a representar un papel. Deja este ambiente y renuncia al papel de fabulista. El Gaber que todos conocen ya no existe, pertenece al pasado. Empieza de cero y se presenta al público tal como es.
Para ello crea al «Signor G» («Señor G»), un personaje que ya no representa un papel sino a sí mismo. Por tanto "una persona llena de contradicciones y dolor"”, un signore come tutti. “Il signor G è un signor Gaber, che sono io, è Luporini, noi, insomma, che tentiamo una specie di spersonalizzazione per identificarci in tanta gente”. Además de inventar un nuevo personaje, creó un género nuevo: el espectáculo temático con canciones que lo desarrollan, con monólogos y cuentos intercalados. Con su nueva casa discográfica, la Carosello, publica tanto las grabaciones en vivo como álbumes grabados en el estudio.

### Espectáculos y discos del periodo 1970-1974
El descubrimiento del teatro, es decir, de un medio que me permitía decir lo que pensaba a través de mi oficio, fue de enorme importancia. Las dos horas de espectáculo por ejemplo: malo si fuese un cuarto de hora, porque yo tengo problemas de bloqueo inicial, de aproximación a esa actitud de falta de pudor que creo que todo artista debe tener y que me va llegando a medida que sigo adelante, porque al iniciar el espectáculo huiría. Creo tener algo básico que me hace casi decir a la platea: "Disculpad, yo estoy arriba y vosotros abajo, pero es un hecho casual; ocurre porque esta vez soy yo es que os tengo que decir algo"..
F. Zampa, «Individuo vieni fuori», Il Messaggero, 29 de octubre de 1983

La fórmula en un primer momento incluye solo canciones porque todavía no interpreto, y pequeñas intervenciones habladas que poco a poco se transformarán en monólogos en los que se aborda un tema – la condición esquizoide en lugar de la libertad obligatoria, o el psicoanálisis – como en un espectáculo de prosa, desarrollado, sin embargo, mediante canciones y luego monólogos. Mi enfoque ya es distinto del clásico de la música ligera, que cuenta con que el público viene ver un espectáculo de canciones que ya conoce: a mi me vienen a ver para oír canciones que no se conocen.
G. Harari, «Giorgio Gaber», Rockstar, enero de 1993

#### Temporada 1970-71
Tras un preestreno el 6 de octubre de 1970 en los estudios Regson de Milán (que sirvió para la grabación en vivo del espectáculo por parte de la discográfica Carosello), el 21 de octubre «Il signor G» debuta en el teatro San Rocco de Seregno, con la dirección de Giuseppe Recchia y la dirección musical de Giorgio Casellato. Gaber lleva el recital en gira por los teatros del circuito regional lombardo.

Comprendí que podía vivir así y que ese era mi camino. Vivía mejor. […] Al principio tuve un poco de miedo porque después de los 'llenazos' con Mina, ya no venía nadie a verme. Pero, a pesar del impacto emocional, dentro de mí sentía que era precisamente lo que había que hacer.
A. Scanzi, «Anche per oggi non si vola», (Tampoco hoy se vuela) Il Mucchio Selvaggio (revista), marzo de 1999

En el teatro Gaber se siente más libre: los textos (casi enteramente escritos con Sandro Luporini, a quien su obra debe mucho) se caracterizan por lo inteligente del desarrollo de muchas temáticas sociales y políticas, frecuentemente a contracorriente. Gaber se hace más agresivo e indignado y, haciendo valer su consistencia artística, se lanza contra la hipocresía y la falsa conciencia de las personas.

#### Temporada 1971-72
Música: I borghesi, álbum grabado en el estudio que se debe recordar por la canción del mismo título de una canción de Jacques Brel, Che bella gente ("Qué gente más estupenda") ("Ces gens-là"), por una nueva grabación de La chiesa si rinnova ("La iglesia se renueva") con un texto nuevo, y por la canción original L'amico ("El amigo").
Teatro: "Historias viejas y nuevas del Señor G". El espectáculo está concebido como una extensión del "El Señor G". El tema predominante en el diálogo entre "G", adulto, y los jóvenes.

#### Temporada 1972-73
Teatro: "Diálogo entre una persona comprometida y un 'no lo sé'". Es el primer espectáculo concebido desde cero y escrito a cuatro manos entre Gaber y Luporini.
Gaber afronta en modo original y emocionante argumentos como la deshumanización del individuo en el mundo capitalista (L'ingranaggio, Il pelo) ("El engranaje. El pelo") y el distanciamiento de moralistas e intelectuales. Las canciones Lo Shampo e Libertà è partecipazione quedan grabadas en la memoria del público.
El "Diálogo" se graba en las veladas de los días 6, 7 y 8 de noviembre de 1972 en Génova. El diálogo se desarrolla con motivos utópicos y transgresivos que vienen de fuera y de lo que sentimos dentro.
Música: la discográfica Carosello publica la recopilación Gaber al Piccolo, que contiene extractos del nuevo espectáculo, de "El Señor G" y de "I borghesi" (Los burgueses).

#### Temporada 1973-74
Teatro:"Simular ser sanos". Gaber y Luporini subrayan una cierta incapacidad para hacer converger los ideales con la vida cotidiana, lo personal con lo político. El "Señor G" vive, a la vez, el deseo de ser algo y la imposibilidad de serlo. El impulso utópico es fuerte y tiene su culminación en la pieza "Pido disculpas si hablo de María" dominando el escenario.
Esta vez no se publica la grabación completa del espectáculo, solo las canciones sin los monólogos. La grabación de Far finta di essere sani ("Simular ser sanos") se realiza entre los días 12 y 20 de septiembre en Milán.
La última representación de la temporada de Far finta di essere sani ("Simular ser sanos") se realizan el hospital psiquiátrico de Voghera.
A medida que pasaban los años, la afluencia del público a los espectáculos de Gaber fue aumentando. "El Señor G" tuvo un total de 18.000 espectadores. El "Diálogo" llegó a las 166 representaciones con 130.000 personas presentes. "Far finta di essere sani" fue representado 182 veces y visto por 186.000 espectadores.
Con este espectáculo termina el periodo de sintonía entre Gaber y el "movimiento" (es decir, el público comprometido de izquierdas). A partir de aquí, de hecho, el cantautor se distanciará de este "movimiento", considerándolo ya incapaz de unir a los individuos si no es a cambio de ceder al proceso de masificación.

### Los espectáculos del periodo 1974-1980
[…] Me parece que el discurso es continuo. Parte con los supervivientes del '68 y describe la crisis del individuo con su pérdida de identidad, su no saber quién se es, su necesidad de tener un documento de identidad para reconocerse y lo sigue con todo el esfuerzo que desarrolla para quitarse de encima ese peso de la producción que le oprime, su búsqueda de la libertad que a menudo se muestra como no antagonista del sistema y a la producción.
L. Lanza, «L'uomo spappolato», A, n. 52, dicembre de 1976-enero 1977

#### Temporada 1974-75
«Tampoco hoy se vuela» e el primer espectáculo que insinúa la duda que la necesidad de cambio observado en aquellos años se estuviera disolviendo en una especie de moda o de actitud a favor de la comodidad: piezas como El conejo, Angeleri Giuseppe, El Análisis, La realidad y un pájaro, desenmascaran con hiriente ironía la incapacidad de proponer en el día a día auténticos cambios.
El espectáculo se graba en disco el 9 de octubre de 1974 en Milán para la casa Carosello. La sala es el Teatro Lírico milanés, que se abre para esta ocasión tras los trabajos de restauración.
En el verano de 1975 actúa delante a 40.000 personas en la “Fiesta del proletariado juvenil”, el en Parque Lambro, en Milán. Gaber cierra el festival tras Franco Battiato y el grupo Premiata Forneria Marconi.

#### Temporada 1975-76
Se presenta en escena Giorgio Gaber-Recital, espectáculo antológico en el que presenta lo mejor de su teatro cantante.

#### Temporada 1976-77
«Libertad obligatoria» tiene como tema principal la relación entre individuo y sistema. "Por un lado hay personas que aceptan pasivamente todo lo que le viene dado del sistema. Por otro lado hay quienes creen posicionarse en modo antisistema, pero cuyo antagonismo es falso y al poco tiempo se invierte. Por ejemplo la moda de los vaqueros que ya forman parte de auténticas industrias. Ninguno de los dos tipos escapan a la masificación". En este espectáculo Gaber canta la memorable Le elezioni (Las elecciones). Otro tema que toma forma en este espectáculo, y que será ampliado en los sucesivos, es el de la relación entre el individuo y su propio cuerpo. Para Gaber/Luporini el sistema capitalista ha entrado de tal forma en la vida del hombre que llega a modificar en el individuo la conciencia del propio cuerpo y de sus propias necesidades.
El espectáculo se graba en vivo el 14 de octubre de 1976 en el Teatro Duse de Bolonia por la discográfica Carosello. Por primera vez Gaber toca la guitarra durante el espectáculo. Con Libertad obligatoria termina la colaboración cn Giorgio Casellato para los arreglos.
En 1977-78 Gaber y Luporini preparan un texto para el teatro con el título Proyecto para una revolución en Milán 2, sacado del libro de Alain Robbe-Grillet Proyecto para una revolución en Nueva York, y ambientado en la propia ciudad satélite. El espectáculo se quedará en proyecto.
Gaber se da cuenta de que ha llegado a un punto de saturación de formato monólogo + canciones y, de acuerdo con Luporini, decide parar durante un año.

#### Temporada 1978-79
«Pollos de granja» (se estrena el 3 de octubre en Parma) es el recital del auténtico cambio sustancial: en un torbellino creciente de críticas que tienen su máximo en La festa y 'Quando è moda è moda (canción final del espectáculo), Gaber expresa toda su desilusión hacia los jóvenes que afirman luchar «contra» el sistema, mientras en realidad la suya es una batalla simulada, es una actitud. Las medias tintas se abandonan para dejar el sitio a total desapego de todo lo que fue, como si sintiese la necesidad de aislarse de una sociedad en caída libre para recuperar pedazos de individualidad, de contacto real con sí mismo. El espectáculo desencadena una oleada de manifestaciones de rechazo por parte de los sectores del mundo político que siempre habían intentado tener bajo control el huracán mediático desencadenado por el teatro cantante. 
Este espectáculo también se registra en vivo en el Teatro Duse de Bolonia el 18 de octubre de 1978 para grabar el correspondiente disco de la discográfica Carosello.
Las orquestaciones están a cargo de Franco Battiato y Giusto Pio, alejándose notablemente de las anteriores: en lugar de bajo, batería y guitarra eléctrica, aparecen sintetizadores, instrumentos de viento y cuartetos de cuerda.
La acogida en las salas es difícil. Así en muchos teatros Gaber es objeto del lanzamiento de objetos. Gaber cuenta: “Está claro que mientras me tiraban la calderilla o me insultaban por «Quando è moda è moda» decía 'caray, mira que aventura me he fabricado. ¿Y quién me lo ha hecho hacer?'. Pero, repita, es un gran privilegio poder ir allí y decir lo que se piensa". Y además: [Cuando] acabo el espectáculo, sé perfectamente que se enfadarán, silbarán, siento esto que me cae encima y otra vez me quedo de noche con los ojos abiertos de par en par, me veo sin dormir hasta las 8:00 a. m. para superar el shock del conflicto. Al final de la extenuante gira, Gaber decide no volver a subir al escenario durante dos años.
Vuelve al estudio de grabación y en 1980 publica el álbum Pressione bassa (Baja presión). Ese mismo año se publica la rompedora Io se fossi Dio', canción que dura 14 minutos, publicada por la casa discográfica F1 Team en un disco de 12 pulgadas grabado solo por una cara, que había sido rechazado por la Carosello. La canción se escribió en 1978 tras el asesinato de Aldo Moro, pero se publicó dos años más tarde "porque las casas discográficas temían exponerse… temían procesos legales".

[Io se fossi Dio] es un desahogo personal de alguien que ya no puede más de la política que se está introduciendo en todos los sectores de nuestra existencia, de la asidua presencia de los políticos […]. [Una] política que estaba en todas partes y salía reforzada del crimen Moro, en lugar de verse dañada. Las banderas blanquirojas de la Plaza de San Giovanni fueron el momento de la afirmación de los partidos que, desde aquel momento, se han propagado en todos los sectores de nuestra existencia
G. Harari, «Giorgio Gaber», Rockstar, enero de 1993

Gaber se consagra definitivamente como un librepensador, en lucha contra cualquier tendencia política: la canción es un desahogo que encarna el malestar de muchos italianos, desilusionados y enfadados, y explica la desconfianza en el hombre che Gaber, basándose en un modelo literario de Céline y de Giacomo Leopardi, aplica a su arte.
En el verano de 1980 Gaber aparece en vivo en el Teatro Lírico de Milán. La RAI graba el espectáculo y realiza un especial que emite en noviembre en dos partes, con el título Quasi allegramente la dolce illusione (Casi alegremente la dulce ilusión) y Quasi fatalmente la dolce uguaglianza (Casi fatalmente la dulce igualdad). Es la primera reaparición de Gaber en la Televisión tras la de 1973.

### Los espectáculos de los años ochenta
Hasta 1976 encontré mucha motivación, después lo demás me pareció una repetición […]. En las postrimerías del decenio hubo una involución de todas las ideas que le habían caracterizado desde finales de los Sesenta, de Marcuse a la Escuela de Fráncfort hacia delante hasta los movimientos más visibles y más violentos y, quizá, de mayor resonancia.
L. Ceri, «El sueño de Giorgio Gaber», Il Mucchio Selvaggio, septiembre de 1993

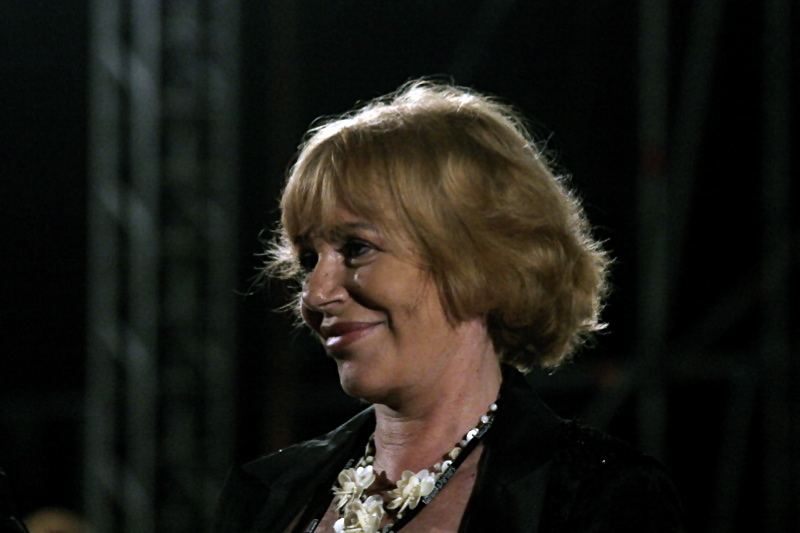
Ombretta Colli, la esposa de Gaber

El 4 de marzo de 1981 Gaber participa, junto a Francesco Guccini y Franco Battiato en un concierto de captación de fondos para el periódico Lotta Continua (it). Publica el álbum Anni affollati (Años concurridos). El mismo año dirige la comedia musical Ultimi viaggi di Gulliver; la partitura la firman conjuntamente Guccini-Alloisio-Colli (Ombretta)-Gaber-Luporini. Participa en la película de Sergio Citti Il minestrone (it), interpretando el personaje del “profeta”.

#### Temporada 1981-82
El espectáculo «Anni affollati» es un recital más conciso y culto, pero no por ello menos mordaz. Ya desde la pieza de apertura, Anni affollati precisamente, se percibe el distanciamiento creado entre el fervor de los años Setenta y la actual situación social; casi todos los monólogos tienen como motivo detalles extremadamente divertidos e irreverentes (“La masturbazione”, “L'anarchico”) para llegar a conclusiones terribles y desesperadas (“Il porcellino” El cerdito). Por fin, cuando el insostenible peso de la hipocresía parece haber hecho rebosar el vaso, todo el hastío hacia la idiocia y las bajezas del mundo se hace recaer en la despiadada y apocalíptica invectiva de la ya célebre Io se fossi Dio (Yo si fuese Dios).
Gaber declara: “He incluido Io se fossi Dio en el espectáculo con cierta perplejidad. Es cierto que ni siquiera hoy estoy pacificado. Sigo sin leer los periódicos y sin votar. Me parecía muy teatral, muy hecha para el teatro”. La versión discográfica de Anni affollati se graba entre el 9 y el 12 de febrero de 1982 en el Teatro Carcano de Milán y la publica la Carosello con el título Il teatro di Giorgio Gaber.
En 1982 Gaber es elegido presidente de la "Asociación de Autores de texto literarios y musicales" (con sedes en Milán y Roma).

#### Temporada 1982-83
Gaber se encuentra en su segunda oportunidad como autor teatral. Firma con su inseparable Luporini una comedia en dos actos: Il caso di Alessandro e Maria. En este espectáculo Gaber también es actor, desempeñando el papel de protagonista masculino. La protagonista femenina es Mariangela Melato, una de las actrices más solicitadas y apreciadas de aquellos años. El tema es el de la relación de pareja, aunque no faltan alusiones a la realidad social de los años Ochenta. La obra se estrena el 22 de octubre de 1982 en Parma.
Al final de la gira Gaber graba un disco con Enzo Jannacci. Ambos se reencuentran para evocar las canciones de los años 60 de la pareja I Due Corsari (it) con un estilo revisado y corregido al estilo de los Blues Brothers. El álbum o, mejor dicho, el Q Disc (it), se tituló «Ja-Ga Brothers». Ese mismo año encuentra tiempo para ocuparse de la dirección de la pieza teatral Dolci promesse di guerra (Dulces promesas de guerra), espectáculo del que Gaber también es el productor.

#### Temporada 1983-84
Gaber se toma una pausa de la escena. Firma la dirección de la comedia musical Una donna tutta sbagliata (Una mujer completamente equivocada), con Ombretta Colli en el papel de protagonista única. Funda su marca de producción, «GO Igest», con la que publica el álbum "Gaber", que se debe recordar al menos por Benvenuto il luogo dove (Bienvenido el lugar de donde) y Occhio, cuore, cervello (Ojo, corazón, cerebro). Gaber es invitado por Gianni Minà a la televisión que lo acoge en su programa. Aparece en tres emisiones, dos en 1983 (en las que interpreta Le elezioni (Las elecciones) y Quello che perde i pezzi (Lo que pierde los trozos)) y una en 1984 en la que presenta Benvenuto il luogo dove.

#### Temporada 1984-85
Vuelve a la escena con «Io se fossi Gaber» (Si yo fuese Gaber). El tema es la pérdida de la variedad, la masificación. El espectáculo se estrena el 18 de octubre de 1984 en Turín. Entre las novedades está la vuelta del grupo que toca en vivo, colocado detrás del cantautor. Las canciones: Gli altri, La massa, Qualcosa che cresce, Il deserto. Gaber declara: “Io se fossi Gaber nace de la polémica sobre la misteriosa palabra "masa", sobre los que han cedido a la lógica del mercado, sobre la desaparición de la resistencia por parte de los últimos apasionados por el gusto. La versión en disco se graba entre el 4 y el 10 de marzo de 1985 en el Teatro Giulio Cesare de Roma y es publicada por la discográfica Carosello bajo el título Io se fossi Gaber. Es un doble álbum con características antológicas: con las nuevas canciones y monólogos se alterna material de los espectáculos precedentes como Le elezioni, Il dilemma o La pistola.
Gaber aparece en el Premio Tenco en el que se muestra con el recital “…Dove tutto è ironia”, y luego en el programa televisivo "Fantástico", un programa estrella de la Rai 1 presentada por Pippo Baudo y Heather Parisi, en el que interpreta Oh mamma e Pressione bassa.

#### Temporada 1985-86
“Io se fossi Gaber” se vuelve a presentar para esta su segunda temporada. El mismo año Gaber dirige la comedia musical Aiuto… sono una donna di successo (Socorro… soy una mujer de éxito), con Ombretta Colli en el papel de protagonista única.

#### Temporada 1986-87
Gaber lleva a escena “Parlami d'amore Mariù”, en el que vuelve a proponer el tema de las relaciones de pareja. Gaber declara: “Mi protagonista es un hombre que intenta poner algo de luz en ese malestar mal definible que acompaña a la vida. Y lo hace a través de una investigación sobre los sentimientos”.
Se estrena el 25 de octubre de 1986 en San Marino. Gaber gana el premio «Il Biglietto d'oro» (Agis-Banca Nazionale del Lavoro) por haber tenido la mayor media de espectadores de la temporada.
La versión en disco se graba entre el 7 y el 9 de mayo de 1987 en el Teatro Smeraldo de Milán y lo publica la Carosello. Gaber también publica el álbum grabado en el estudio Piccoli spostamenti del cuore (Pequeños cambios del corazón). En verano Gaber aparece en Taormina Arte, donde canta I soli.

Luporini y yo trabajamos de una forma curiosa. Nos vimos en verano en Viareggio, donde él se dedica a pintar, y hablamos de lo que nos interesa y de lo que ocurre en torno nuestro: pueden ser los argumentos más variados, qué sé yo, el miedo a la guerra o la necesidad de divertirse, el problema de la contaminación… Ese año yo le decía que noto una atención cada vez mayor al propio sentir, a escucharse a uno mismo. Así, decidimos hablar sobre ello..
A. Bandettini, «Y ahora os cuento los sentimientos de un hombre de hoy», la Repubblica, 28 de octubre de 1986

#### Temporada 1987-88
Gaber escribe conjuntamente con Giampiero Alloisio y Arturo Brachetti In principio Arturo, espectáculo teatral interpretado por Brachetti. Durante el verano de 1988 Gaber se ocupa y dirige el festival teatral «Professione comico», manifestación que proseguirá los siguientes años en Venecia, hasta 1991.

#### Temporada 1988-89
El decenio concluye con el retorno de Gaber a un espectáculo en prosa, el segundo tras Il caso di Alessandro e Maria: se trata de «Il Grigio» («El Gris»), largo monólogo publicado también en disco. Es la historia de un ratón "que se retira de un mundo que no le gusta, se va a vivir a una casa aislada; allí le viene a la mente toda su vida, le vuelven todas las preocupaciones, se ve obligado a un continuo autoanálisis. Entra en sí mismo "para mirarse, para hacer balance. […] Caudno el hombre se sumerge en la observación del sí mismo, luego, sale a flote, lentamente. Es como la calma tras la tempestad, se acepta. Todo descansa aquí. Aceptarse.”
Este espectáculo se diferencia de los precedentes por dos elementos: a) la escena no es una estructura abstracta, sino un ambiente real en el que están presentes objetos auténticos (guitarra, grabadora de vídeo); b) no es un espectáculo de teatro cantante, sino de prosa auténtica, con un solo protagonista en el escenario. Se estrena el 19 de octubre en Belluno. Gaber gana el «Premio Curcio» de teatro y el «Premio Ascot Brun» como mejor actor.
La versión en disco se graba entre el 6 y el 9 de abril de 1989 en el Teatro Genovese de Génova y lo publica la Carosello. En algunos teatros se organizan encuentros vespertinos con debate con el público. Gaber compone la música original de A che servono gli uomini? (¿Para qué sirven los hombres?), comedia musical dirigida por Pietro Garinei, representada en el Teatro Sistina de Roma. Intérpretes: Ombretta Colli, Massimo Ghini y Stefano Santospago.

#### Temporada 1989-90
“Il Grigio” retorna por segunda temporada. Gaber y Ombretta Colli firman a cuatro manos el guion de Una donna tutta sbagliata (Una mujer totalmente equivocada), cuatro películas para televisión de hora y media de duración cada una, con historias independientes las unas de las otras. Las películas se emiten en Rai 2 en octubre de 1989. La protagonista es Ombretta Colli, con la participación extraordinaria de Gaber. Entre 1989 y 1992 Gaber es el director artístico del Teatro Goldoni de Venecia y del Toniolo de Mestre.
El 25 de mayo de 1990 debuta en el Teatro Comunale de Venecia la puesta a punto gaberiana de Esperando a Godot de Samuel Beckett (1952). Se adopta la traducción italiana de Fruttero y Lucentini. Son intérpretes el mismo Gaber (Vladimir), Enzo Jannacci (Estragon), Paolo Rossi (Lucky) y Felice Andreasi (Pozzo). Es la primera vez que Gaber interpreta un texto teatral no escrito por él mismo. Encuentra tiempo para ocuparse también de la dirección del espectáculo teatral de Beppe Grillo "Buone notizie", escrito en colaboración con Michele Serra.

### Los años noventa
Miro mucho mi interior. No és rábia, es autoanális. Me sirve para comprender al prójimo, y también me sirve para resistir la uniformización imperante.
Si. Ro. «Gaber: ahora tengo el bachillerato teatral», La Stampa, 1 de junio de 1989

#### Temporada 1990-91
“Il Grigio” se repone en su tercera temporada. Gaber, como director artístico del Teatro Goldoni, organiza una serie de encuentros públicos con los grandes personajes del teatro italiano. En la serie «Incontro con l'attore» participan, entre otros, Luca Ronconi, Mariangela Melato, Gabriele Lavia, Giorgio Strehler y Dario Fo. En 1991 Gaber participa en la película Rossini! Rossini! de Mario Monicelli. Gaber interpreta al empresario Domenico Barbaja. En el verano en la Villa La Versiliana (it), donde da una serie de recitales sobre el conjunto del teatro cantante. La cita llega a ser habitual y tendrá su continuación en los años siguientes.

#### Temporada 1991-92
Gaber pone en escena un espectáculo antológico titulado «Il teatro canzone», que recorre toda la historia de los veinte años anteriores. Lo único inédito es el monólogo Qualcuno era comunista (Todos eran comunistas), lúcido análisis de lo que el comunismo había significado para tantas personas, en términos tanto de esperanzas como de ilusiones, y de lo que el final de aquella experiencia había significado para muchos 

[Todos eran comunistas] porque necesitaban un empujón hacia algo nuevo, porque sentían la necesidad de una moral diferente, porque solo era una fuerza, un sueño, un vuelo, un impulso, un deseo de cambiar las cosos, de cambiar la vida.
Giorgio Gaber e Sandro Luporini, Qualcuno era comunista

Al final del espectáculo, en los inevitables bis, Gaber no desprecia la repesca de algunas canciones de los años sesenta como Barbera e champagne (con el estribillo coreado por el público) y Non arrossire. 
El recital se estrena el 5 de noviembre de 1991 en Pésaro. La versión en disco se graba en enero de 1992 en el Teatro Carcano de Milán y publicado por la discográfica Carosello.
En verano Gaber vuelva a la Versiliana. Entre julio y agosto graba su primer video casero: “Storie del Signor G” en el Teatro Comunale de Pietrasanta.
¿Y cuánto se vendían sus discos? Gaber declara que “Por otra parte [los míos] eran discos anómalos, en vivo, con público, dobles y a precios especiales en el sentido de que costaban como los sencillos. Las de mayor volumen eran las ventas en los teatros [la noche del espectáculo], y por tanto no se registraban en las listas de ventas, porque dichas listas se basan en estudios hechos en comercios.
El monólogo será retomado en los espectáculos siguientes «Io come persona» de 1994 y «E pensare che c'era il pensiero» (en escena dos temporadas): en ellos Gaber vuelve a analizar la realidad social cn nuevas canciones como Destra-Sinistra (Derecha-Izquierda), Quando sarò capace d'amare e Mi fa male il mondo (Me duele el mundo) y monólogos nuevos como La sedia da spostare, (La silla de quitar) L'equazione y Sogno in due tempi, y también retomando y actualizando viejas canciones como La realtà è un uccello (La realidad es un ave) y La Chiesa si rinnova La Iglesia se renueva), originalmente pensada para el Concilio, y ahora adaptada al pontificado de Juan Pablo II.
De «E pensare che c'era il pensiero» re graban un álbum en vivo en 1994 y otro en 1995. El primero en el Teatro Alfieri de Turín y el segundo en el Teatro Regio de Parma en octubre de 1995.
Un'idiozia conquistata a fatica (Una idiocia ganada a pulso) que también se repite dos temporadas ve el fin de la relación del cantautor con la casa discográfica Carosello, la marca que produjo sus discos durante más de veinte años. Durante un tiempo Gaber produce sus propios CD (que solo se venden tras los espectáculos) con la Giom, creada ad hoc, para luego pasar en 2000 a la Compagnia Generale del Disco o CGD Eastwest.
Artísticamente el espectáculo continúa con la crítica a la sociedad de los años noventa, evidente en canciones como Il potere dei più buoni (El poder de los más buenos) y en Il conformista, canción de la que Adriano Celentano hará una versión propia.

### Los últimos años
El 13 de abril de 2001 Gaber publica un nuevo disco grabado en el estudio, a 14 de años de Piccoli spostamenti del cuore: La mia generazione ha perso (Mi generación ha perdido). El nuevo trabajo presenta por una parte algunas canciones de los espectáculos anteriores regrabadas ("Destra-Sinistra" y "Quando sarò capace d'amare"), y por otra parte contiene algunas canciones inéditas, de las que la más signigicativa es "La razza in estinzione", la que contiene la frase que da título al disco.
Marcado ya por la enfermedad, Gaber aparece ese mismo año en el programa 125 milioni di caz..te de y con su viejo amigo Adriano Celentano, junto a Antonio Albanese, Dario Fo, Enzo Jannacci y el mismo Celentano en una partida de cartas surrealista; los cinco cantan juntos "Ho visto un re" ("He visto a un rey").
Inicia la creación del nuevo disco Io non mi sento italiano (Yo no mi siento italiano), que, sin embargo, se publica como obra póstuma. Hace tiempo que está enfermo de cáncer y se apaga por la tarde del 1 de enero de 2003 en su casa de campo en Montemagno (Camaiore), localidad de la provincia de Lucca. Su cuerpo descansa en el panteón del Cementerio Monumental de Milán, tal como lo quiso su mujer Ombretta Colli.

## Premios y reconocimientos
- 1974: Premio Tenco, en la primera edición de su primer musical;
- 1990: premio de Drammaturgia Festival TeatrOrizzonti - Urbino, Teatro Sanzio 13/03/1990;
- 2001: Targa Tenco por la mejor canción, con La razza in estinzione;
- 2003: Targa Tenco, póstumo, por el mejor álbum, con Io non mi sento italiano.

## Discografía
Todo el cancionero de Giorgio Gaber se divide en seis periodos, dependiendo de la casa discográfica para la que trabajó.
El primero fue el de la Ricordi (1958-1964), sigue la Ri-Fi (1965-1967), luego la Vedette Records (1968-1969), la Carosello (1970-1995) y, por último, la Giom (1996-2000) y Cgd (2001-2003).
El periodo 1958-1969 es el del Gaber más o menos ligero, con unas 160 grabaciones. El siguiente lo reorganizó el propio Gaber en 2002 en 11 CD, a los que hay que añadir los dos últimos grabados en estudio. 
La discografía omite los discos en los que se volvían a publicar canciones ya editadas, salvo excepciones debidas a la presencia de, al menos, una canción inédita.

## Filmografía
- Juke-box, urli d'amore (1960)
- Canzoni a tempo di twist (1962)
- Il minestrone (1980)
- Rossini! Rossini! (1991)

## Programas de televisión dirigidos
- Canzoni da mezza sera (1962)
- Teatrino all'italiana (1963)
- Canzoniere minimo (1963, uno de los primeros programas dedicados a la música de autor)
- Milano cantata (1964)
- Questo e quello (1964)
- Le nostre serate (1965, con Paolo Poli, Renata Mauro, Pino Presti, Vanna Brosio, Liliana Zoboli y Gian Costello).[41]
- Diamoci del tu (1967, entre los invitados los hay importantes Francesco Guccini y Franco Battiato)
- Giochiamo agli anni trenta (1968)
- E noi qui (1970)

Gaber participa como cantante en Canzonissima en las ediciones de 1968-69-70.

Es invitado por programas famosos como Studio Uno (1966), Teatro 10 (1972) y Senza rete (1968-69-72-73).

## Obras dedicadas a Giorgio Gaber
- G&G de Davide Barzi y Sergio Gerasi, novela tipo historieta inspirada en las obras del cantautor.

## Grabaciones televisivas del teatro cantante
- Quasi allegramente la dolce illusione (Rai 1, 1980);[42]
- Quasi fatalmente la dolce uguaglianza (Rai 1, 1980);[43]
- Storie del Signor G (Canale 5, 1992).